# Kirkonmaa
Kirkonmaa est une île du golfe de Finlande  à environ 10 km au sud du centre de Kotka en Finlande.

## Géographie
L'ile fait partie de l'archipel de Kotka.
La superficie de l'île est de 7,9 km2. Kirkonmaa fait partie du village de Kuutsalo de la municipalité de Kotka.
La partie sud de l'île, principalement boisée, est une zone militaire restreinte, dans la partie nord, il y a un nombre considérable de maisons de vacances, principalement utilisées uniquement en été, et dans le nord-est, il y a des immeubles d'appartements pour les employés civils de la garnison. 
Le cimetière paroissial de Kuutsalo est à proximité, tout comme une jetée. De là, une route mène à la zone des casernes au sud. Au nord-ouest se trouve une jetée plus longue où accostent les bateaux de Kotka ; de là aussi, une route mène à la caserne.
Jusqu'en 2013, la partie sud de l'île de Kirkonmaa formait le fort de Kirkonmaa du bataillon côtier de Kotka.
Les forces de défense ont des activités sur l'île, des exercices d'entrainement y sont organisés.
La partie nord est à usage civil et on y trouve, entre autres, des appartements et des chalets d'été.
À l'extrémité nord de Kirkonmaa se trouve un espace de services touristiques. 
Près du port de plaisance se trouve le café Knaapi, ouvert pendant la saison estivale.
À Knaapi, on peut louer un appartement de vacances dans les maisons voisines, qui étaient autrefois les maisons du personnel militaire.
Kirkonmaa est proche des îles Tiuholma (1,8 km), Heinäsaari (1,8 km), Leijaholma (2,1 km), Reitaviikinkarit (2,1 km), Hietakarit (3,3 km), Kapholmi (3,7 km), Satamasaari (3,7 km), Timperi (3,8 km), Palosaari (3,8 km) et Vuorisaari (4,1 km).

## Transports
L'île est desservie par les traversiers M/S Otava (fi) et M/S Tekla I (fi).